# Donja Zdenčina
 Donja Zdenčina  falu Horvátországban Zágráb megyében. Közigazgatásilag Klinča Selához tartozik.

## Fekvése
Zágráb központjától 24 km-re délnyugatra, községközpontjától 3 km-re délre az A1-es autópálya mellett fekszik.

## Története
Donja Zdenčina területe a török időkig az okicsi uradalomhoz tartozó mocsaras ligetes vidék volt. A 16. században Erdődy II. Péter horvát bán a terület birtokosa főként a mai Bosznia területéről, Bihács vidékéről és az okicsi uradalom délebbi területeiről érkezettekkel telepítette be. A mai zdeničaiak nagyrészt az ő utódaik, de vannak közöttük akik német és magyar elődöktől származnak. Kisebb betelepítések történtek a 19. és a 20. században is Lika és a Gorski Kotar területéről. Az utolsó nagyobb betelepülés a honvédő háború idején történt, amikor ismét zömmel boszniai horvátok érkeztek ide. A település egyházilag az 1960-as évekig az okicsi plébániához tartozott, ekkor az újonnan alapított klinča sela – zdenčinai Szent József plébániához csatolták.
A falunak 1857-ben 303, 1910-ben 701 lakosa volt. Trianon előtt Zágráb vármegye Jaskai járásához tartozott. 2001-ben a falunak 966  lakosa volt.

## Lakosság
| Lakosság változása | Lakosság változása | Lakosság változása | Lakosság változása | Lakosság változása | Lakosság változása | Lakosság változása | Lakosság változása | Lakosság változása | Lakosság változása | Lakosság változása | Lakosság változása | Lakosság változása | Lakosság változása | Lakosság változása |
| ------------------ | ------------------ | ------------------ | ------------------ | ------------------ | ------------------ | ------------------ | ------------------ | ------------------ | ------------------ | ------------------ | ------------------ | ------------------ | ------------------ | ------------------ |
| 1857               | 1869               | 1880               | 1890               | 1900               | 1910               | 1921               | 1931               | 1948               | 1953               | 1961               | 1971               | 1981               | 1991               | 2001               |
| 303                | 319                | 302                | 435                | 443                | 701                | 863                | 722                | 588                | 712                | 763                | 882                | 905                | 937                | 966                |

## Külső hivatkozások
Klinča Sela község hivatalos oldala